# スターキージャパン
スターキージャパン（StarkeyJapan）は、アメリカ合衆国のミネソタ州ミネアポリスに本社を置く補聴器専業メーカーの日本法人。
本社であるスターキー（Starkey Hearing Technologies：2013年にStarkey Laboratoriesより名称変更）は1967年にアメリカ合衆国ミネソタ州にて創立した。世界120以上の国と地域で、年間100万台以上の補聴器を製造・販売する世界6大補聴器メーカーの一つである。
慈善活動に積極的であり、創業者であるウィリアム・オースティンが1973年に設立した Starkey Hearing Foundation は2014年に満30周年を迎えた。

## 沿革
- 1992年 - スターキージャパン株式会社として設立
- 1993年 - 外耳道奥部に挿入するタイプのティンパネット（CIC）を発売。
- 2004年 - PDI（Precision Directional Imaging）補聴器テクノロジー搭載機種発売。
- 2006年 - デスティニーシリーズとフィッテングソフトインスパイアーOSを同時に発売。
- 2010年 - 騒音下でも相手の声がよりクリアに聞こえるボイスiQ機能を搭載したSシリーズiQを発売。
- 2011年 - オーダーメイド耳あな型補聴器の小型化を追求した補聴器オトレンズおよびDeepCIC補聴器ビーンズを発表。
- 2012年
  - 周波数情報複製機能スペクトルiQを搭載したXシリーズ、イグナイトを発表。
  - 資本金を9,000万円に減額。減少額全てを資本準備金に組み入れる。
- 2013年 - シーソー式ボリューム／メモリースイッチを装備した3シリーズを発表。
- 2014年 - MFI（Made for iPhone）補聴器 Haloを発売。
- 2016年 - 補聴器業界初のツインコンプレッサー搭載のライフデザイン補聴器Muse（ミューズ）、スマートワイヤレス補聴器Halo2、オトレンズ・シナジーを発売。
- 2017年 - スターキー創業50周年を迎える。
- 2019年 - 世界初、人工知能と3Dセンサーを搭載したLivio　AI（リビオ　エーアイ）を発売。�

## 商標
ピーピーしない補聴器強いハウリング抑制機能を有するスターキーの補聴器を特徴づける言葉として日本で商標登録されている。